# Holbury
Holbury est un village du Hampshire, en Angleterre. Il fait partie de la paroisse de Fawley.

## Vue d'ensemble

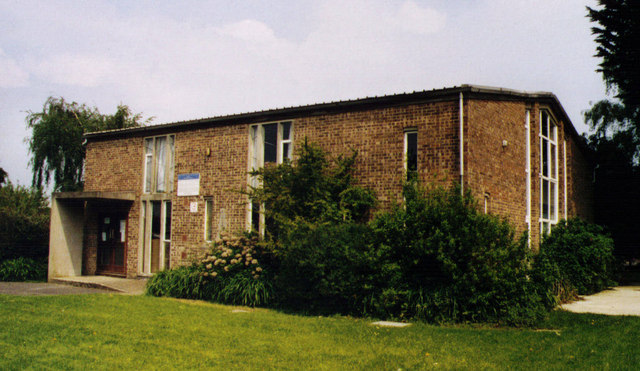
L'église du Bon-berger.

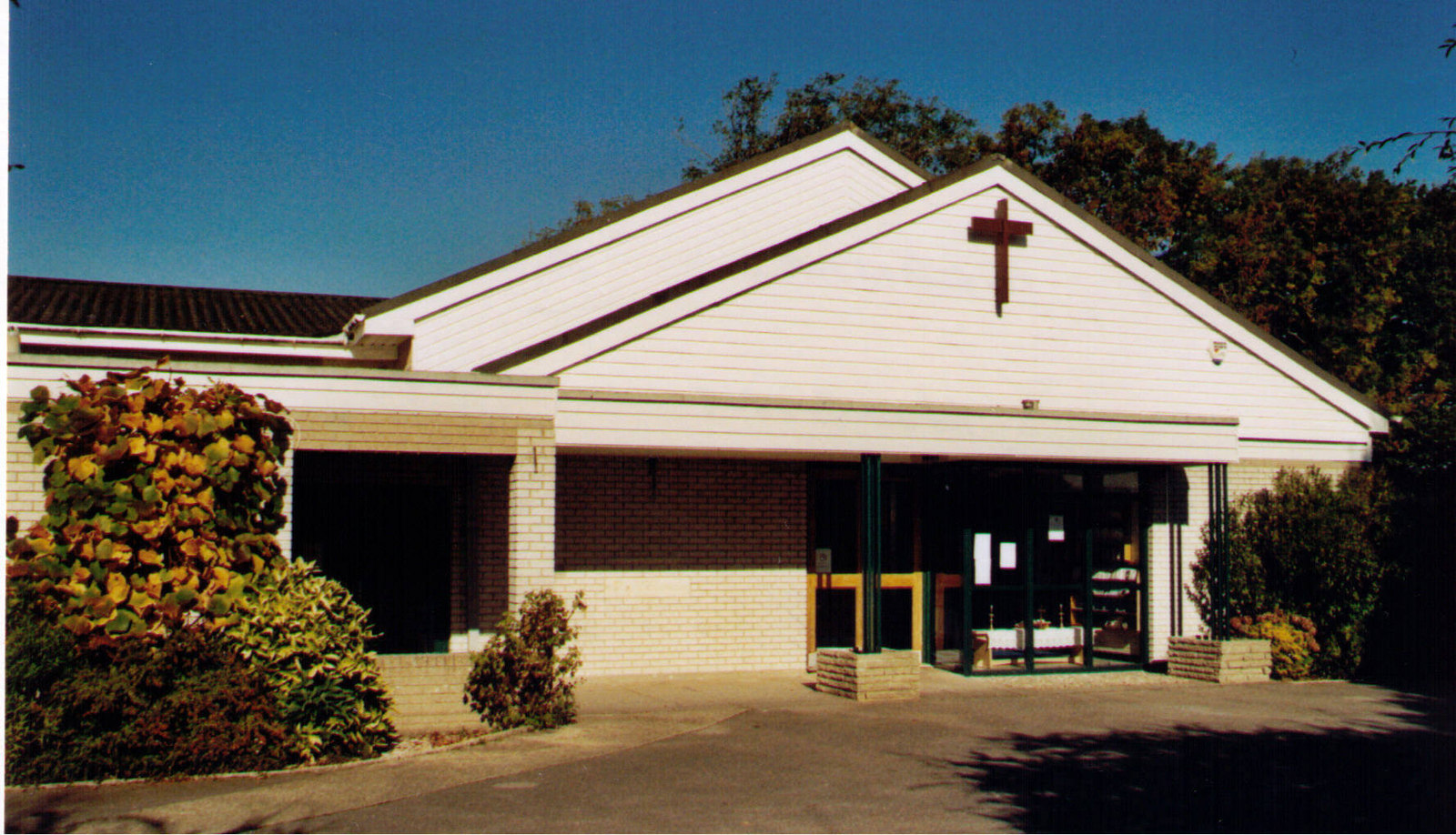
L'église Saint-Bernard.

Holbury, autrefois un petit village à peine peuplé, et le hameau voisin de Hardley, ont maintenant une population importante et un grand nombre de magasins et d’entreprises. Cette croissance est principalement due à l’influence de la raffinerie Esso à Fawley et à la proximité de la ville de Southampton
Holbury héberge un certain nombre d’écoles dont l’école Manor Infant School pour les enfants de 4 à 8 ans, Cadland Primary School (anciennement Holbury Infant School et Holbury Junior School) pour les enfants de 4 à 11 ans et la New Forest Academy pour les élèves âgés de 11 à 16 ans. L'école a un collège intégré pour les élèves âgés de 16 à 18 ans. De nombreux élèves de la New Forest Academy vont au Collège de Brockenhurst, au Totton College ou au Southampton City College.

## Histoire
Le nom Holbury signifie apparemment « fortification creuse », bien que ce nom ne fasse pas clairement référence à la caractéristique du paysage. 
La première trace de Holbury Manor remonte à 1312, lorsque Roger Bernerall et Gilbert de Shupton obtinrent une licence du roi pour « accorder des terres d'Holebury à l'abbaye de Beaulieu ».
Holbury resta aux mains des abbés de Beaulieu jusqu'à la dissolution de ce monastère en 1538. 
Quatre ans plus tard,  Henry VIII l'accorde à Robert Whyte en échange d'un manoir et il dépend alors du Middlesex, ancien comté traditionnel. Quelque temps avant 1560, le manoir tombe entre les mains de Thomas Pace. Après la mort de Thomas Pace, Holbury Manor est combiné avec les propriétés de Cadlands (maintenant sous la raffinerie de Fawley) et  Langley. 
En 1641, Peter Cardonell, un marchand normand de Caen, loue les propriétés à Nicholas Pescod. Holbury est mentionné comme un manoir entier lorsque Nicholas Pescod concède un bail à Adam de Cardonell, probablement le fils de Peter. Désormais, les domaines ont été divisés et la partie qui correspond à Holbury Farm est passée dans la famille Stanley en 1693.
Le manoir de Holbury date des XVIIe et XVIIIe siècles. Il a été construit en réutilisant la brique rouge d’un ancien bâtiment, à l’origine un manoir des Tudor. 
À côté se trouve un site surélevé, peut-être les restes du manoir monastique et des bâtiments associés.
Les travaux de terrassement ont mis au jour les ruines de trois bâtiments, dans la zone des douves et à l'extérieur.